# 上条定憲
上条 定憲（じょうじょう さだのり）は、戦国時代の武将。上条上杉家当主。越後国上条城主。

## 略歴
上杉房実の子とされる。
越後守護・上杉房能を倒した新守護の上杉定実・長尾氏と敵対し、永正6年（1509年）の上杉顕定の越後侵攻に際しても長尾為景に敵対した。以後は守護・上杉定実に一貫して忠誠を尽くし、守護を傀儡化した長尾為景との抗争を続ける。永正10年（1513年）9月に宇佐美房忠が小野城で挙兵し、上杉定実ら守護方と為景の間で抗争が勃発すると定憲も定実に応じて挙兵した。しかし10月下旬には定実は為景によって幽閉されてしまい、翌11年正月の上田荘六日市の合戦でも守護方が大敗。同年5月には房忠も岩手城で自害に追い込まれ、定憲自身は目立った動きに出ることが出来ないまま抗争は終結した。
この後しばらく越後国内の政情は小康状態が続くが、享禄3年（1530年）に定憲と為景の間で抗争が勃発した。為景はこの原因を大熊政秀が定憲と為景の間を色々と「申し妨げた」ためと釈明している。しかし幕府を後楯にしていた為景を前に、揚北衆といった国人や上杉一門にも定憲に加担する勢力は少なく、12代将軍・足利義晴の手引もあり翌年には収束した。
しかし、享禄4年（1531年）6月に為景が後楯としていた幕府の有力者細川高国が大物崩れで自刃し、天文2年（1533年）9月には両者間で「再乱」が生じる。このとき定憲（定兼）は、上田長尾氏や揚北衆など国内勢力に加え、会津蘆名氏や出羽国砂越氏といった国外の勢力も味方につけることに成功し、為景方への攻勢を強める。天文5年（1536年）4月10日には三分一ヶ原合戦で大敗するも、8月に為景を隠居に追い込んだ。その後の動向は不明であるが、一部史料によると、同年のうちに死去した可能性が高い。
諸系図では甥に定明・頼房らの名前がみえる。また、定兼を定憲の弟に置く系図も見られる。また、上条上杉氏は上条政繁が継いだとされる。